# 鞭须阔蕊兰
鞭须阔蕊兰（学名：Peristylus flagellifer），为兰科阔蕊兰属下的一个植物种。